# Rio dos Peixes
O Rio do Peixe I é um rio brasileiro que banha o estado de Goiás. Nasce junto à Serra Dourada, nas proximidades da cidade de Morro Agudo de Goiás, segue fazendo divisa com Araguapaz e posteriormente Matrinchã, indo se encontrar com o Ribeirão São Félix no limítrofe do município de Matrinchã, desaguando no Rio Araguaia.
O Rio do Peixe II tem sua foz no curso do Rio do Peixe I e também compõe a bacia do Rio Araguaia, cuja nascente e sua extensão estão situadas na divisa dos municípios de Araguapaz e Mozarlândia. Este apenas forma um curso de água ao lado do primeiro, mas se unem e tem uma foz comum.
Ambos os cursos d'água são comumente confundidos pois o Rio do Peixe II deságua e nasce muito perto do Rio do Peixe I, se unem e seguem o mesmo curso d'água até a foz. O segundo se forma de uma série de pequenas nascentes que pertencem à um mesmo lençol freático do primeiro, nas proximidades da margem direita do Rio Araguaia em Goiás.
Estes cursos d'água sofrem com o assoreamento de mineradoras que estão em funcionamento nas cidades de Faina e Araguapaz, em Goiás. Também existe em suas extensões, captações clandestinas de água e desmatamento por parte dos proprietários rurais da região.
O Rio do Peixe III, curso d'água nascem em Inhumas-GO, ao lado esquerdo da GO 070, sentido Goiânia Inhumas, seu curso corre para o município de Caturaí GO, onde encontra com outros cursos d'água, faz divisa entre os municípios de Caturaí e Goianira GO, mas adiante faz divisa entre Caturaí e Trindade - GO, até desaguar no Rio Anicuns, pela margem esquerda do Anicuns, tendo a margem direita do Anicuns o município de Avelinópolis GO, e a margem esquerda do Anicuns e esquerda do Rio do Peixe o município de Trindade e a direita do Rio do Peixe Caturaí.
Tais cursos d'água fazem parte da bacia hidrográfica dos Rio dos Bois, uma importante bacia hidrográfica do Estado de Goiás.

Afluentes do Rio do Peixe III Córrego mangueira, córrego pateiro córrego dengo e outros